# Geri Halliwell

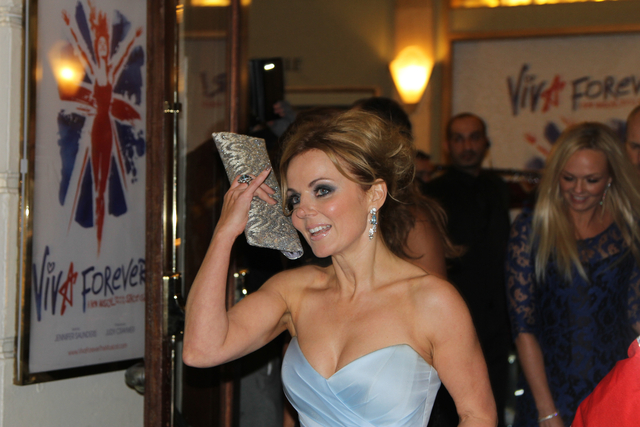
Geri Halliwell 2012.

Geraldine Estelle "Geri" Horner, ogift Halliwell och känd som Geri Halliwell, född 6 augusti 1972 i Watford i Hertfordshire, är en brittisk sångerska, låtskrivare, författare, skådespelare, filantrop och före detta fotomodell. 
Halliwell är av nordiskt ursprung då hennes farfar var född i Korsnäs, Österbotten och bodde i Sverige under en period av sitt liv.
Halliwell är en av medlemmarna i gruppen Spice Girls, i gruppen känd som Ginger Spice. Namnet Ginger Spice, liksom de andra smeknamnen i gruppen, kom från början från en artikel i tidningen Top of the Pops. Halliwell var först med att lämna Spice Girls för en solokarriär. 
År 1998 blev hon utsedd till goodwillambassadör för FN:s befolkningsfond och arbetar med frågor kring sexualitet och jämställdhet. Halliwell arbetar också för ökad medvetenhet om bröstcancer. Den 14 maj 2006 födde hon en dotter och den 21 januari 2017 födde hon en son. Hon är sedan 2015 gift med Christian Horner.

## Diskografi
- 1999 – Schizophonic
- 2001 – Scream If You Wanna Go Faster
- 2005 – Passion